# らんくる
『らんくる』は、2001年4月24日から2003年3月25日までフジテレビ系列局で放送されていたフジテレビ製作の情報番組（ランキング番組）である。その後も2003年4月15日から同年9月23日まで『ランクる!』と題して放送されていた。いずれも花王の一社提供。放送時間は毎週火曜 19:54 - 19:59 （日本標準時）。

## 概要
都心に住む女性たちが今何に関心を寄せているのかをランキング形式で紹介していたミニ番組。2001年3月までこの時間帯（19:00 - 20:54）に編成されていた『火曜ワイドスペシャル』から引き続き花王がスポンサーを務めていた。

## 出演者
- ナレーター：坂上みき
- モデル：宇恵さやか